# Webdesign
Webdesign (auch Webgestaltung) umfasst als Disziplin des Mediendesigns die visuelle, funktionale und strukturelle Gestaltung von Websites für das Internet. Die technische Implementierung von Websites wird dagegen als Webentwicklung bezeichnet.

## Geschichte des Webdesigns
Webdesign ist, dem Medium entsprechend, eine relativ junge Disziplin. Als Kombination aus klassischem Grafikdesign und anderen Bereichen wie dem Interaction Design oder dem Motion-Design prägt es heute das Erscheinungsbild von Webseiten im Internet.

### Der Start des Web und des Webdesigns
1989: Während der Arbeiten an CERN hatte Tim Berners-Lee vor, ein globales Hypertext-Projekt zu schaffen, das später als das World Wide Web bekannt wurde.
1991 bis 1993: Das World Wide Web wurde geboren. Anfänglich konnten nur Textseiten mit Hilfe eines einfachen Linien-Webbrowsers ausgelesen werden.
1993: Marc Andreessen und Eric Bina erschufen den Webbrowser Mosaic. Zu dieser Zeit gab es vielfache Browser, deren Mehrheit jedoch auf Unix basierte. Diese Unix-Browser erschwerten aber das Lesen eines Textes. Auch gab es keine einheitlichen, grafischen Designelemente wie Bilder oder Töne.
1994: Das World Wide Web Consortium (W3C) wurde geschaffen, um das volle Potential des World Wide Web zu nutzen. Ebenso wurden allgemeine Protokolle entwickelt, die zum Fortbestand des W3C führten und dessen Zwischenfunktionsfähigkeit sichern. Durch diese Entwicklung jedoch wurden weitere Organisationen davon abgehalten, neue Browser und Programmiersprachen zu entwickeln, die das World Wide Web als Ganzes verändern hätten können.
1994: Andreessen gründet eine Kommunikationshandelsgesellschaft. Diese wurde später bekannt als Netscape Communications und entwickelte den Browser Netscape Navigator. Netscape schuf seine eigenen HTML-Elemente ohne Rücksicht auf den traditionellen Standardprozess. Zum Beispiel beinhaltete Netscape 1.1 eigene HTML-Programmierungen, um selbstständig Hintergrundfarben zu ändern und Texte auf Webseiten zu formatieren.
1996 bis 1999: Die sogenannten „Browser-Kriege“ beginnen. Im Zuge dieser Browser-Kriege begannen Microsoft und Netscape um die jeweilige Browser-Überlegenheit zu kämpfen. Während dieser Zeit wurden viele neue Technologien entwickelt, wie z. B. Formatvorlagen, JavaScript und das dynamische HTML. Im Allgemeinen führte diese Browser-Konkurrenz zu vielen positiven Entwicklungen und half ebenso dem Webdesign, sich mit schnellen Schritten zu entwickeln.

### Entwicklung des Webdesigns
1996 veröffentlichte Microsoft seinen ersten wettbewerbsfähigen Browser, der über eigene Eigenschaften und Elemente verfügte. Das war auch der erste Browser, welcher Formatvorlagen unterstützte, die zu dieser Zeit nicht gern gesehen waren. Man begriff sehr schnell das Potenzial der HTML-Programmierung, um damit komplexe Mehrsäulenlayouts zu schaffen, die sonst nicht möglich waren. In dieser Zeit hatten Design und gute Ästhetik den Vortritt, weswegen nur sehr wenig Aufmerksamkeit auf Schematik und Webzugänglichkeit gelegt wurde. HTML-Seiten wurden durch ihre Designoptionen noch mehr mit früheren Versionen des HTML beschränkt. Um komplizierte Designs zu schaffen, mussten viele Webentwerfer komplizierte Tabellenstrukturen verwenden. Teilweise sogar eigene GIF-Bilder verwenden, um leere Tabellenzellen daran zu hindern zusammenzubrechen.
Auch wurde von W3C CSS im Dezember 1996 eingeführt, um Präsentation und Layouts zu unterstützen. Das erlaubte dem HTML-Code, schematisch zu sein und verbesserte die Webzugänglichkeit.
Ebenso wurde Flash (ursprünglich bekannt als FutureSplash) entwickelt. Anfänglich bestand ein sehr einfaches Layout, das nur grundlegende Werkzeuge beinhaltete, aber es ermöglichte den Webentwerfern, HTML zu übertreffen. Mittlerweile ist Flash sehr fortgeschritten und ermöglicht es dem Anwender komplette Seiten zu entwickeln.

### Ende der ersten Browserkriege
1998 veröffentlichte Netscape seinen Netscape Communicator Code unter einer Open-Source-Lizenz, so dass sich nun tausende von Entwicklern bei der Verbesserung der Software beteiligen konnten. Netscape beschloss jedoch diese Veröffentlichung zu stoppen, um die Entwicklung des Open-Source-Browsers zu koordinieren und um eine vollständige Applikationsplattform zu erweitern.
Es wurde das Web Standards Project gebildet. Dieses förderte die Entwicklung von Browsern auf HTML- und CSS-Standards durch die Schaffung von Acid1, Acid2 und Acid3.
2000 war ein großes Jahr für Microsoft. Der Internet Explorer für Mac OS Classic wurde freigegeben. Es war der erste Browser der vollständig HTML 4.01 und CSS 1 unterstützte. Der Internet Explorer setzte eine neue Messlatte in Bezug auf die Einhaltung von Standards. Er unterstützte als erster Browser das PNG-Format. Während dieser Zeit wurde Netscape verkauft und gab offiziell die Führung in den Browser-Kriegen an Microsoft ab.

### Das 21. Jahrhundert
Seit dem Beginn des 21. Jahrhunderts begann sich die Nutzung des Web mehr und mehr in das Leben der Menschen zu integrieren. Auch die Technologie veränderte sich. Es gab signifikante Veränderungen in der Art, wie Menschen das Web nutzten, auf dieses zugriffen und wie Seiten ausgelegt wurden.

### Die modernen Browser
Das moderne Browser-Zeitalter leitete das Ende der Browser-Kriege ein. Neue Open Source Browser kommen auf den Markt, was bedeutet, dass sie zu schnelleren Entwicklungszyklen neigen und mehr Standards unterstützen als je zuvor.

### Die neuen Standards
Das W3C hat neue Standards für HTML (HTML5) und CSS (CSS3), sowie neue JavaScript API freigegeben. Während jedoch der Begriff HTML5 nur verwendet wird, um die neue Version von HTML zu bezeichnen, bezieht sich JavaScript-API auf die Gesamtheit von HTML5, CSS3 und JavaScript.
HTML5 hat im Oktober 2014 HTML4 als offizielle Kernsprache des Internets abgelöst. Der neue Webstandard ist ein Gemeinschaftsprojekt der Web Hypertext Application Technology Working Group (WHATWG) und des W3C. Die Veröffentlichung der neuen Auszeichnungssprache für das World Wide Web war ein wichtiger Meilenstein auf dem Weg zu einem zeitgenössischen und standardisierten Webdesign.
Modernes Webdesign beinhaltet heute zumeist die Möglichkeit der Interaktion zwischen Website und Nutzer sowie die Einbindung von Multimedia-Inhalten. Moderne Websites weisen daher häufig integrierte Social Media Plugins, interaktive Kontaktformulare und audiovisuelle Inhalte auf. Zudem sind sie oft für mobile Endgeräte optimiert. Mithilfe von HTML5 lassen sich diese Funktionalitäten nativ, also ohne die Einbindung zusätzlicher Software realisieren.
Der Einsatz von HTML5 bringt zudem Vorteile beim Auffinden von Websites durch Suchmaschinen. So zeichnet beispielsweise Google Webseiten dann als „mobile-friendly“ aus, wenn sie die Einbindung externer Software vermeiden. Diese Mobiltauglichkeit hat wiederum Auswirkungen auf die Platzierung einer Website in den Suchergebnissen, wenn die Suche von einem mobilen Endgerät aus durchgeführt wird.
Die Programmierung von HTML5-Websites erfordert wie auch frühere Versionen dieser Auszeichnungssprache den Umgang mit sogenannten HTML-Tags. Diese geben dem Browser Informationen über den Aufbau und die Struktur einer Website. Zu den bereits bestehenden Tags und Attributen sind mit Einzug von HTML5 neue hinzugekommen. Ältere Tags werden teilweise nicht mehr unterstützt. Neben HTML5 ist CSS3 ein weiterer wichtiger Standard im modernen Webdesign. Als Stylesheet-Sprache wird CSS3 dafür eingesetzt, die grafische Gestaltung von Websites zu bestimmen. Dabei erweitert CSS3 die Funktionsvielfalt ihrer Vorgängersprache CSS2.1. So sind nun Neuheiten wie abgerundete Ecken oder Schatten möglich.
Bestimmte Effekte bringen zudem kürzere Ladezeiten mit sich, weil den Browsern die Abfrage von externen Grafiken erspart bleibt. Die Umsetzung von Übergängen („transition“) und Animationen („animation“) eröffnet Möglichkeiten, die vorher nur JavaScript vorbehalten waren und nun nativ realisierbar sind. Zudem ergänzt CSS3 die klassischen RGB-Farben um Transparenz.

## Gestaltung
Die visuelle Wahrnehmung von Webauftritten im Internet ist grundsätzlich abhängig von den allgemeinen Gesetzmäßigkeiten der visuellen Kommunikation. Der Prozess der Informationsaufnahme durch den Benutzer/Besucher wird wesentlich durch die grafische Gestaltung der Website beeinflusst.
Neben dem professionellen Transport von Information und Corporate Identity geht es bei der Gestaltung von Websites um die Benutzerfreundlichkeit (Usability). Die angebotenen Inhalte sollen im Sinne der Barrierefreiheit möglichst vielen Menschen zugänglich sein. Das beinhaltet sowohl die Unterstützung verschiedener Webbrowser und z. B. mobiler Endgeräte (Smartphones, Tablets usw.), das Angebot von Alternativen zu Medieninhalten und die Unterstützung von Benutzern mit speziellen Eingabemethoden. Die praktische Umsetzung dieser Prinzipien kann oft höheren technischen und gestalterischen Aufwand erforderlich machen. Es gilt die Verordnung zur Schaffung barrierefreier Informationstechnik nach dem Behindertengleichstellungsgesetz sowie internationale Richtlinien (z. B. die WCAG oder Design für Alle).
Ein wichtiger Aspekt beim Webdesign ist eine korrekte Textauszeichnung und Kenntnisse in Webtypografie. Aufgrund der zurzeit noch wesentlich geringeren Auflösungen von Bildschirmen gegenüber Printmedien werden oft spezielle, auf die Anzeige am Bildschirm optimierte Schriften eingesetzt.
Während Webseiten für die Browser-Generationen 4 (Netscape 4 und Internet Explorer 4) noch sehr unterschiedlich geschrieben wurden und Browserweichen erforderlich waren, kann der Webentwickler in den aktuellen Versionen (Mozilla Firefox, Internet Explorer, Opera, Konqueror usw.) eine mehr oder weniger weitgehende Unterstützung der Standards des W3C erwarten.
Durch progressive Verbesserung kann eine Seite mit erweiterten Funktionen ausgestattet werden, ohne Kompatibilität zu verlieren, da Webbrowser nur benötigte Teile laden müssen. Dabei wird soweit möglich mittels HTML das Grundgerüst der Seite aufgebaut, mittels CSS gestaltet, und weitere Funktionen über JavaScript implementiert.

## Client- und serverseitige Entwicklung
Es wird bei der Entwicklung von Websites im Allgemeinen zwischen Inhalt und Form unterschieden. Texte, Bilder und andere Inhalte werden mithilfe der Markup-Sprache HTML ausgezeichnet. Die grafische Gestaltung wird in Form eines Stylesheets festgelegt.
Erweiterte Funktionalität und Interaktivität werden durch den Einsatz zusätzlicher Technologien erreicht. Hierbei wird zwischen serverseitigen Skriptsprachen wie PHP, Python, Perl, ASP.NET, ColdFusion oder JavaServer Pages und weitgehend clientseitigen Erweiterungen wie Flash, Silverlight, Java und JavaScript unterschieden.
Es besteht die Möglichkeit, client- und serverseitige Technologien zu kombinieren, beispielsweise PHP und Flash, um die Vorteile beider nutzen zu können. Clientseitige Technologien tragen stets das Risiko, vom Endgerät nicht unterstützt zu werden. So können benötigte Plug-ins nicht vorhanden oder Technologien aus Sicherheitsgründen abgeschaltet sein.

## Tendenzen und Trends
Vor allem quelloffene und freie Technologien, die sowohl vom W3C als auch von der WHATWG überwacht und freigegeben werden, kommen verstärkt zum Einsatz.
Modernes Responsive Webdesign berücksichtigt aktuelle Endgeräte schon im Designprozess und damit die stetig steigende Zahl der Nutzer von Tablets oder Smartphones.

## Webdesign und Printlayout
Die Unterschiede im Gestaltungsprozess zwischen Webdesign und Printdesign werden mit den verfügbaren Technologien größer. So sind Animationen im Webdesign ein neues Gestaltungsmittel, das im Printdesign nicht vorkommt.
Größter Unterschied zwischen Print und Web ist sicher die Diversität der Anzeigegeräte.
Während im Printbereich mit absoluten Einheiten (z. B. metrischen Einheiten) und einem klar definierten Papierformat gearbeitet wird, ist im Webdesign die Größe und Beschaffenheit des Ausgabemediums nicht bekannt.
Entsprechend stehen im Web neben absoluten auch relative Maßeinheiten zur Verfügung. Von vielen Webdesignern wird gefordert, ausschließlich relative Angaben zu verwenden, um der Diversität der Endgeräte Rechnung zu tragen. In der Praxis können dabei jedoch, zum Beispiel auf Grund verschiedener Interpretation von Maßeinheiten, Probleme entstehen, die die Verwendung von absoluten Einheiten wie Pixeln nötig machen.

„Hardliner empfehlen immer wieder, man solle ausschließlich relative Angaben verwenden […] Für die Praxis empfiehlt sich kein völliger Verzicht auf absolute Angaben, jedoch ein behutsamer Umgang damit.“

Als weiteres Problem erweist sich die Farbdarstellung, das Erscheinungsbild von Farbabbildungen – die Farbtreue – ist sowohl vom Monitor-Gamma als auch dem verwendeten Farbraum abhängig. Zudem weisen die verschiedenen Panel-Arten der heute gebräuchlichen TFT-Monitore stark variierende Farbqualitäten auf. Gute Monitore liegen meist in hohen Preisklassen und sind deshalb nicht sehr weit verbreitet, ein Umstand, der bei CRT-Monitoren noch nicht so stark zum Tragen kam.